# Griswoldia sibyna
Griswoldia sibyna là một loài nhện trong họ Zoropsidae.
Loài này thuộc chi Griswoldia. Griswoldia sibyna được Charles E. Griswold miêu tả năm 1991.